# RS-539
Pour les articles homonymes, voir Route 539.
La RS 539 est une route locale du Nord-Ouest de l'État du Rio Grande do Sul, reliant la RS-155, depuis le territoire de la municipalité de Chiapetta, au district de Vila Bareto Preto de la commune de Nova Ramada. Elle dessert ces deux seules villes, et est longue de 29,500 km.